# Rafnia ericifolia
Rafnia ericifolia är en ärtväxtart som beskrevs av Terence Macleane Salter. Rafnia ericifolia ingår i släktet Rafnia och familjen ärtväxter. Inga underarter finns listade i Catalogue of Life.